# Wittenwil
Wittenwil is een plaats en voormalige gemeente in het district Frauenfeld, kanton Thurgau, Zwitserland. Wittenwil telt 306 inwoners (2007).
De plaats maakt sinds 1996 deel uit van de gemeente Aadorf.
- Historisch woordenboek van Zwitserland: 001897
- Virtual International Authority File: 244740024
- WorldCat: E39PBJhCBjFpkrHjrQTHGb8XBP